# Vodorovná čárka
Vodorovná čárka ( ¯ ) je diakritické znaménko označující většinou délku, které se umísťuje nad znak samohlásky, vzácně pod ní (podtržítko) nebo nad znak souhlásky). Někdy je nazýváno podle angličtiny[zdroj?] také macron, z řeckého μακρόv – makron, „dlouhý“.
Používá se v latině, lotyštině, litevštině, maorštině a havajštině k označení délky a v pchin-jinu a IPA k označení tónu. Také se používá v japonštině, v latinské skripci[ujasnit] nebo v transliteraci indických jazyků.
V matematice se používá podobný symbol, „pruh“ ( ‾ ).

## Unicode
V Unicode je tento symbol pod kódem U+00AF (též U+02C9), kombinující diakritické znaménko je U+0304.
| Základ   | Unicode | Majuskule | Unicode | Minuskule | Unicode | Znaménko        |
| -------- | ------- | --------- | ------- | --------- | ------- | --------------- |
| Latinka  |         |           |         |           |         |                 |
| A        | U+0041  | Ā         | U+0100  | ā         | U+0101  |                 |
| E        | U+0045  | Ē         | U+0112  | ē         | U+0113  |                 |
| G        | U+0047  | Ḡ         | U+1E20  | ḡ         | U+1E21  |                 |
| I        | U+0049  | Ī         | U+012A  | ī         | U+012B  |                 |
| O        | U+004F  | Ō         | U+014C  | ō         | U+014E  |                 |
| U        | U+0055  | Ū         | U+016A  | ū         | U+016B  |                 |
| Y        | U+0059  | Ȳ         | U+0232  | ȳ         | U+0233  |                 |
| Ä        | U+00C4  | Ǟ         | U+01DE  | ǟ         | U+01DF  | trema a macron  |
| Æ        | U+00C6  | Ǣ         | U+01E2  | ǣ         | U+01E3  |                 |
| È        | U+00C8  | Ḕ         | U+1E14  | ḕ         | U+1E15  | macron a grave  |
| É        | U+00C9  | Ḗ         | U+1E16  | ḗ         | U+1E17  | macron a čárka  |
| Ò        | U+00D2  | Ṑ         | U+1E50  | ṑ         | U+1E51  | macron a grave  |
| Ó        | U+00D3  | Ṓ         | U+1E52  | ṓ         | U+1E53  | macron a čárka  |
| Õ        | U+00D5  | Ȭ         | U+022C  | ȭ         | U+022D  | tilda a macron  |
| Ö        | U+00D6  | Ȫ         | U+022A  | ȫ         | U+022B  | trema a macron  |
| Ü        | U+00DC  | Ǖ         | U+01D5  | ǖ         | U+01D6  | trema a macron  |
| Ü        | U+00DC  | Ṻ         | U+1E7A  | ṻ         | U+1E7B  | macron a trema  |
| Ǫ        | U+01EA  | Ǭ         | U+01EC  | ǭ         | U+01ED  | ocásek a macron |
| Ȧ        | U+0226  | Ǡ         | U+01E0  | ǡ         | U+01E1  | tečka a macron  |
| Ȯ        | U+022E  | Ȱ         | U+0230  | ȱ         | U+0231  | tečka a macron  |
| Ḷ        | U+1E36  | Ḹ         | U+1E38  | ḹ         | U+1E39  | tečka a macron  |
| Ṛ        | U+1E5A  | Ṝ         | U+1E5C  | ṝ         | U+1E5D  | tečka a macron  |
| Cyrilice |         |           |         |           |         |                 |
| И        | U+0418  | Ӣ         | U+04E2  | ӣ         | U+04E3  |                 |
| У        | U+0423  | Ӯ         | U+04EE  | ӯ         | U+04EF  |                 |
| Alfabeta |         |           |         |           |         |                 |
| Α        | U+0391  | Ᾱ         | U+1FB9  | ᾱ         | U+1FB1  |                 |
| Ι        | U+0399  | Ῑ         | U+1FD9  | ῑ         | U+1FD1  |                 |
| Υ        | U+03A5  | Ῡ         | U+1FE9  | ῡ         | U+1FE1  |                 |